# Sony Xperia XA1
Sony Xperia XA1 — це смартфон із серії Xperia, розроблений і виготовлений компанією Sony. Був анонсований на виставці Mobile World Congress 2017 одночасно із Sony Xperia XZs, Sony Xperia XZ Premium, а також разом з XA1 була представлена версія Ultra. У серпні 2017 вийшла ще одна ревізія смартфону Sony Xperia XA1 Plus. Всі три апарати працюють під управлінням операційної системи Android.

## Дизайн
Корпус пластиковий, проте у бічних граней алюмінієві «боковини». У передній частині смартфонів, бокових рамок майже немає, рамки знизу та зверху значно більші. Датчик відбитків пальців/кнопки живлення, гучності та затвора камери розташовані на правій стороні пристрою, а 3,5-мм роз’єм для навушників — у верхній частині; слот для карток розташований з лівого боку. Динамік розташований у нижній частині, а також на переді. Фронтальна камера, індикатор сповіщень і різні датчики розміщені у верхній панелі, у версії Ultra справа логотипа (який у всіх по центрі) також розташований світлодіодний спалах. Передній екран захищає скло Corning Gorilla Glass 4. Задні камери розташовані у верхньому лівому куті телефонів, а нижче камери — світлодіодний спалах. Однією з головних відмінностей смартфонів є розміри. Самий менший і легший, звичайний XA1, чуть більший і важчий Plus версія, а Ultra є найбільшим і тяжчим смартфоном. Розміри телефонів такі: XA1 145x67x8 мм; XA1 Plus 155x75x8,7 мм; XA1 Ultra 165x79x8,1 мм. Вага: XA1 143 г; XA1 Plus 189 г; XA1 Ultra 188 г. 
XA1 і Ultra доступні у чорному, білому, золотому та рожевому кольорах. Plus має стільки ж кольорів, але замість білого кольору, голубий.

## Технічні характеристики

### Апаратне забезпечення
Смартфони працює на базі восьмиядерного процесора MediaTek Helio P20: 4 ядра Cortex-A53 із тактовою частотою 2,3 ГГц та ще 4 ядра із частотою — 1,6 ГГц, графічний процесор — Mali-T880MP2. Пам'ять відрізняється залежно від моделей. Стандартний XA1 і Plus мають 3 ГБ оперативної і 32 ГБ постійної, XA1 Ultra, а також деякі Plus вже мають 4 ГБ ОЗП, а вбудованої, 32 для Plus і 64 для Ultra (слот розширення пам'яті microSD до 256 Гб для всіх). Sony Xperia XA1 обладнаний 5-дюймовим IPS LCD екраном 1280 x 720 (720p), щільність пікселів становить 294 ppi із можливістю автоматичного регулювання яскравості. Plus і Ultra обладнані 5,5" і 6" відповідно, із роздільною здатністю Full HD, 1920 x 1080 пікселів, де вже щільність пікселів більша, 401 і 367 ppi. У версії Ultra розмір екрану відносно корпусу телефону складає 76,1 %, в той час як в Plus 71,7 %, у всіх наявне олеофобне покриття. У всіх апаратів вбудовано 23-мегапіксельний сенсор Sony Exmor RS, що знімає відео 1080p, а от фронтальні відрізняються, у Ultra 16-мегапіксельна, в той час як XA1 і Plus 8-мегапіксельна, проте знміють однаковою якістю 1080p, 30 кадрів на секунду. Апарати мають версію на 1 або 2 SIM-карти. У другому випадку присутні повноцінні 2 слоти для SIM-карт формата nano та один окремий слот для microSD карти. Батарея також різна, у всіх Li-ion акумулятор, а от ємність 2300, 2700 у версії Ultra і 3430 мА·год у версії Plus. Всі підтримують швидку зарядку.

### Програмне забезпечення
Смартфони постачалися із встановленою OC Android 7.0 «Nougat», згодом отримали оновлення до Android 8.0 «Oreo», 16 березня 2018 року.